# 305

## Nașteri
- dată necunoscută: Papa Damasus I  (d. 384)

## Decese
- dată necunoscută: Ecaterina de Alexandria  (n. 287)
- 27 iulie: Sfântul Pantelimon sfânt martir creștin (n. 275)
- dată necunoscută: Sfântul Ianuarie  (n. 272)
- dată necunoscută: Sfântul Alban  (n. ?)
- dată necunoscută: Iulian din Tars  (n. 231)
- dată necunoscută: Pelaghia Fecioara  (n. 311)
- dată necunoscută: Sfântul Ermolae  (n. ?)

NIMENI